# Paco Alcácer
Francisco Alcácer García (Torrent, 30 augustus 1993) – alias Paco Alcácer – is een Spaans voetballer die doorgaans als aanvaller speelt. Hij verruilde Borussia Dortmund in januari 2020 voor Villarreal, dat circa €23.000.000,- voor hem betaalde. In 2022 vertrok hij naar Sharjah FC en gedurende het seizoen 2023-204 werd hij door die club verhuurd aan Emirates Club. Alcácer debuteerde in 2014 in het Spaans nationaal elftal.

## Clubcarrière
Alcácer doorliep de jeugdopleiding van Valencia. Op 11 november 2010 debuteerde hij voor Los Che, in de Copa del Rey tegen Logroñés. Op 12 augustus 2011 maakte Alcácer twee doelpunten in een met 3–0 gewonnen oefenwedstrijd tegen AS Roma. Toen hij met zijn ouders het stadion wilde verlaten, werd zijn vader getroffen door een hartaanval. Ondanks de medische bijstand die hij gedurende een half uur kreeg, stierf de 44-jarige man voor de ogen van zijn vrouw en zijn toen zeventienjarige zoon. Na minder dan een week hervatte Alcácer de training om het drama te kunnen verwerken.
Op 14 januari 2012 maakte hij zijn competitiedebuut, tegen Real Sociedad. Twintig minuten voor tijd kwam hij in de plaats van Sofiane Feghouli. Valencia verloor met 0–1. Gedurende het seizoen 2012/13 werd hij verhuurd aan Getafe. Hij maakte zijn debuut voor de Madrileense club op 1 september 2012, tegen Deportivo La Coruña. Hij viel twintig minuten voor tijd in bij een 1–1 gelijke stand, wat ook de eindstand was.

## Clubstatistieken
| Seizoen     | Club                | Competitie         | Competitie | Competitie | Competitie | Beker | Beker | Beker | Internationaal | Internationaal | Internationaal | Totaal | Totaal | Totaal |
| Seizoen     | Club                | Competitie         | Wed.       | Dlp.       | Ass.       | Wed.  | Dlp.  | Ass.  | Wed.           | Dlp.           | Ass.           | Wed.   | Dlp.   | Ass.   |
| ----------- | ------------------- | ------------------ | ---------- | ---------- | ---------- | ----- | ----- | ----- | -------------- | -------------- | -------------- | ------ | ------ | ------ |
| 2009/10     | Valencia B          | Segunda División B | 15         | 3          | 0          | —     | —     | —     | —              | —              | —              | 15     | 3      | 0      |
| 2011/12     | Valencia B          | Segunda División B | 24         | 12         | 0          | —     | —     | —     | —              | —              | —              | 24     | 12     | 0      |
| Club Totaal | Club Totaal         | Club Totaal        | 39         | 15         | 0          | 0     | 0     | 0     | 0              | 0              | 0              | 39     | 15     | 0      |
| 2010/11     | Valencia            | Primera División   | 0          | 0          | 0          | 1     | 0     | 0     | —              | —              | —              | 1      | 0      | 0      |
| 2011/12     | Valencia            | Primera División   | 3          | 0          | 0          | 0     | 0     | 0     | —              | —              | —              | 3      | 0      | 0      |
| Club Totaal | Club Totaal         | Club Totaal        | 3          | 0          | 0          | 1     | 0     | 0     | 0              | 0              | 0              | 4      | 0      | 0      |
| 2012/13     | → Getafe            | Primera División   | 20         | 3          | 1          | 3     | 1     | 0     | —              | —              | —              | 23     | 4      | 1      |
| Club Totaal | Club Totaal         | Club Totaal        | 20         | 3          | 1          | 3     | 1     | 0     | 0              | 0              | 0              | 23     | 4      | 1      |
| 2013/14     | Valencia            | Primera División   | 23         | 6          | 2          | 3     | 1     | 0     | 11             | 7              | 1              | 37     | 14     | 3      |
| 2014/15     | Valencia            | Primera División   | 32         | 11         | 5          | 4     | 3     | 1     | —              | —              | —              | 36     | 14     | 6      |
| 2015/16     | Valencia            | Primera División   | 34         | 13         | 6          | 3     | 2     | 1     | 9              | 0              | 0              | 46     | 15     | 7      |
| 2016/17     | Valencia            | Primera División   | 1          | 0          | 0          | 0     | 0     | 0     | —              | —              | —              | 1      | 0      | 0      |
| Club Totaal | Club Totaal         | Club Totaal        | 93         | 30         | 13         | 11    | 6     | 2     | 20             | 7              | 1              | 124    | 43     | 16     |
| 2016/17     | FC Barcelona        | Primera División   | 20         | 6          | 3          | 4     | 2     | 0     | 3              | 0              | 1              | 27     | 8      | 4      |
| 2017/18     | FC Barcelona        | Primera División   | 17         | 4          | 4          | 4     | 2     | 0     | 2              | 1              | 0              | 23     | 7      | 4      |
| Club Totaal | Club Totaal         | Club Totaal        | 37         | 10         | 7          | 8     | 4     | 0     | 5              | 1              | 1              | 50     | 15     | 8      |
| 2018/19     | → Borussia Dortmund | Bundesliga         | 26         | 18         | 0          | 1     | 0     | 1     | 5              | 1              | 1              | 32     | 19     | 2      |
| 2019/20     | Borussia Dortmund   | Bundesliga         | 11         | 5          | 1          | 2     | 2     | 0     | 2              | 0              | 1              | 15     | 7      | 2      |
| Club Totaal | Club Totaal         | Club Totaal        | 37         | 23         | 1          | 3     | 2     | 1     | 7              | 1              | 2              | 47     | 26     | 4      |
| 2019/20     | Villarreal          | Primera División   | 13         | 4          | 2          | 1     | 0     | 0     | —              | —              | —              | 14     | 4      | 2      |
| 2020/21     | Villarreal          | Primera División   | 27         | 6          | 4          | 2     | 0     | 0     | 10             | 6              | 1              | 39     | 12     | 5      |
| 2021/22     | Villarreal          | Primera División   | 18         | 1          | 3          | 2     | 3     | 2     | 3              | 1              | 0              | 23     | 5      | 5      |
| Club Totaal | Club Totaal         | Club Totaal        | 58         | 11         | 9          | 5     | 3     | 2     | 13             | 7              | 1              | 76     | 21     | 12     |
| 2022/23     | Sharjah FC          | UAE Pro League     | 14         | 6          | 5          | 3     | 0     | 0     | —              | —              | —              | 17     | 6      | 5      |
| Club Totaal | Club Totaal         | Club Totaal        | 14         | 6          | 5          | 3     | 0     | 0     | 0              | 0              | 0              | 17     | 6      | 5      |
| TOTAAL      | TOTAAL              | TOTAAL             | 298        | 98         | 36         | 33    | 16    | 5     | 45             | 16             | 5              | 376    | 130    | 46     |

## Interlandcarrière
Alcácer kwam uit voor diverse Spaanse jeugdelftallen. Hij debuteerde in 2013 in het Spaans voetbalelftal onder 21. Hij maakte op 4 september 2014 zijn debuut in het Spaans voetbalelftal, in een oefeninterland tegen Frankrijk (1–0 verlies). Na 67 minuten verving hij Diego Costa. Vier dagen later scoorde hij zijn eerste doelpunt voor La Roja, in een EK-kwalificatiewedstrijd tegen Macedonië.

## Erelijst
| Competitie         |            |                  |            |            |
| Competitie         | Aantal     | Jaren            |            |            |
| Valencia B         | Valencia B | Valencia B       | Valencia B | Valencia B |
| ------------------ | ---------- | ---------------- | ---------- | ---------- |
| Tercera División   | 1x         | 2010/11          |            |            |
| FC Barcelona       |            |                  |            |            |
| Primera División   | 1x         | 2017/18          |            |            |
| Copa del Rey       | 2x         | 2016/17, 2017/18 |            |            |
| Borussia Dortmund  |            |                  |            |            |
| DFL-Supercup       | 1x         | 2019             |            |            |
| Villarreal         |            |                  |            |            |
| UEFA Europa League | 1x         | 2020/21          |            |            |
| Spanje onder 19    |            |                  |            |            |
| UEFA EK onder 19   | 2x         | 2011, 2012       |            |            |

1 Júnior ·
2 Costa ·
3 Albiol  ·
4 Bailly ·
5 Kambwala ·
6 Suárez ·
7 Moreno ·
8 Foyth ·
10 Parejo ·
11 Akhomach ·
12 Bernat ·
13 Conde ·
14 Comesaña ·
15 Barry ·
16 Baena ·
17 Femenía ·
18 Gueye ·
19 Pépé ·
20 Terrats ·
21 Pino ·
22 Pérez ·
23 Cardona ·
24 Pedraza ·
31 Álvarez ·
Coach: Marcelino